# Fou masqué
Sula dactylatra
Espèce
Statut de conservation UICN

 LC  : Préoccupation mineure

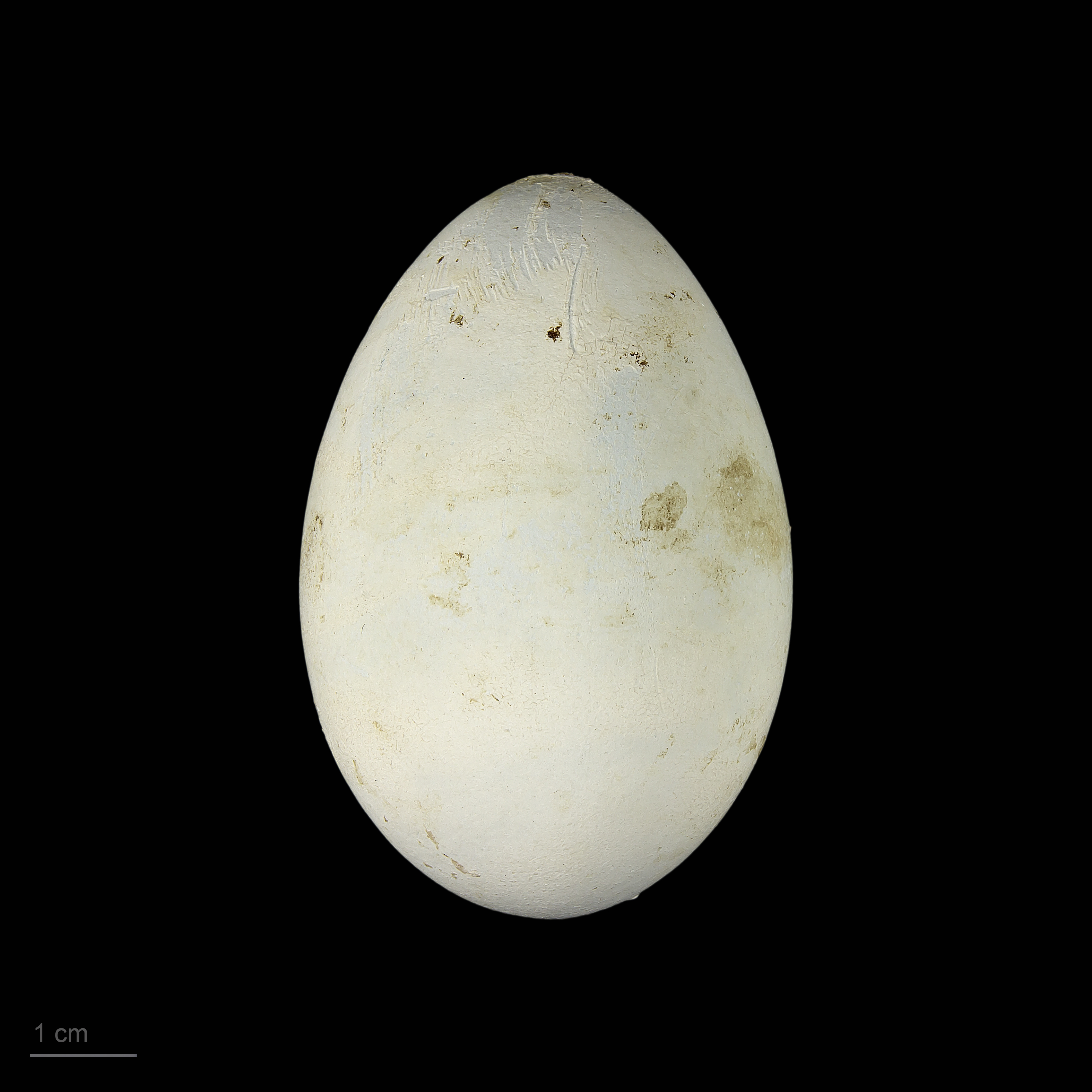
Sula dactylatra - MHNT

Le Fou masqué (Sula dactylatra) est une espèce de grands oiseaux marins de la famille des Sulidae.

## Description
Cet oiseau mesure environ 86 cm pour une envergure de 152 cm. Il ne présente pas de dimorphisme sexuel.
L'adulte est noir et blanc avec le bec jaune et la face noire. Ces deux caractères et la grande taille permettent de le distinguer du Fou à pieds rouges.
L'immature ressemble au Fou brun mais s'en distingue par le collier nucal blanc et le dessous de l'aile marqué d'un liseré blanc le long du bord d'attaque.

## Répartition
Cette espèce vit dans les océans tropicaux, à l'exception de l'Atlantique oriental. Elle est installée sur le territoire français par exemple sur l'Ile Tromelin, où la piste aérienne a été condamnée pour protéger l'espèce.

## Reproduction
La femelle pond deux œufs qui sont couvés pendant 43 jours par les deux parents. Les fous masqués n'ont pas de plaque incubatrice ; ils couvent donc les œufs avec leur palmes. Le premier poussin sorti de l'œuf éjecte du nid le second poussin éclos, et devient autonome entre 109 et 151 jours après son éclosion,.

## Sous-espèces
D'après la classification de référence (version 14.1, 2024) de l'Union internationale des ornithologues, la Fou masqué possède 4 sous-espèces (ordre philogénique) :
- Sula dactylatra dactylatra Lesson, RP, 1831 : nicheuse dans les Caraïbes et sur certaines îles de l'Atlantique ;
- Sula dactylatra melanops Hartlaub, 1859 : nicheuse sur l'Île Ronde, Saint-Brandon et aux Seychelles ;
- Sula dactylatra tasmani Van Tets, Meredith, Fullagar & Davidson, PM, 1988 : nicheuse sur l'île Lord Howe et sur les îles Kermadec ;
- Sula dactylatra personata Gould, 1846 : nicheuse autour de l'Australie, dans le centre et l'ouest du Pacifique, au large du Mexique et sur l'île Clipperton.

S. d. fullagari est un synonyme de S. d. tasmani. S. d. californica (nicheuse sur l'ile de Clipperton et au large du Mexique) et Sula dactylatra bedouti (nicheuse à l'ouest de l'Australie) ne sont pas considérées comme des sous-espèces et incluses S. d. personata.